# Maciej Żurawski
Maciej Stanisław Żurawski (pronunție în poloneză [ˈmatɕɛj ʐuˈrafski]; n. 12 septembrie 1976, Poznań, Polonia) este un fost fotbalist polonez care a jucat ca atacant.
Żurawski a jucat în 72 de meciuri și a marcat 17 goluri pentru Polonia, pentru care a jucat la două Campionate Mondiale și la Euro 2008. De asemenea, el a marcat 121 de goluri în primul eșalon polonez, Ekstraklasa (ocupând locul 11 în ierarhia celor mai buni marcatori), fiind golgheterul ligii de două ori. El a mai jucat în Scoția, Grecia și Cipru.

## Cariera la club

### Wisła Cracovia
Și-a făcut debutul pentru Wisła Cracovia în Ekstraklasa, pe 2 noiembrie 1999, într-un meci împotriva lui ŁKS Łódź. Pe 4 martie 2000 a marcat primul său gol pentru Wisla în Ekstraklasa într-un meci împotriva echipei Odra Wodzisław. El a câștigat campionatul Ekstraklasa în sezonul 2000-2001 cu Wisła Cracovia. În sezonul 2001-02, Żurawski a marcat 21 de goluri în 27 de meciuri și a fost golgheterul Ekstraklasa. În sezonul 2002-2003 Żurawski a jucat foarte bine în Cupa UEFA, unde a marcat 10 goluri în 10 meciuri, inclusiv 7 goluri în meciurile cu Parma F. C., FC Schalke 04 și S. S. Lazio. Când Kamil Kosowski a plecat de la Wisła Cracovia, Żurawski a fost ales noul căpitan al echipei. În sezonul 2003-04 Żurawski a marcat 20 de goluri în 26 de meciuri și a condus Wisła Cracovia spre al doilea Ekstraklasa consecutive. El a fost golgheter în Ekstraklasa și în sezonul 2003-04. În 2004-05 a câștigat al patrulea său titlu cu Wisła Cracovia. În acest sezon a marcat 24 de goluri în 25 de meciuri pentru Wisła în Ekstraklasa.

### Celtic

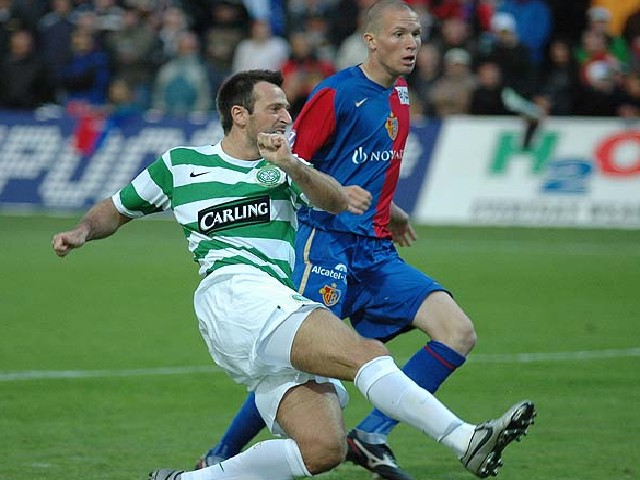
Żurawski jucând pentru Celtic împotriva lui Basel în iulie 2007

El s-a alăturat clubului scoțian Celtic în iulie 2005 și a semnat un contract pe trei ani. A primit tricoul cu numărul 7 purtat de Juninho Paulista (anterior de Henrik Larsson), și a fost poreclit „Magic Żurawski” de către fani.
Pe 19 februarie 2006, Żurawski a marcat patru goluri cu Celtic a stabilit un nou SPL, învingând-o pe Dunfermline Athletic cu 8-1 la East End Park. Żurawski a fost votat cel mai bun jucător SPL din luna februarie. Zurawski a terminat primul sezon la cu 20 de goluri, fiind golgheterul campionatului, la egalitate cu John Hartson.

### Larissa
În ultima zi din 2008 AEL Larissa l-a cumpărat pentru 500.000 de lire sterline. El a marcat un gol la debutul în liga greacă în meciul cu AEK Atena F. C., scor1-0.
Żurawski Larissa a fost golgheterul echipei în sezonul 2008-09 cu 9 goluri.

## Carieră internațională

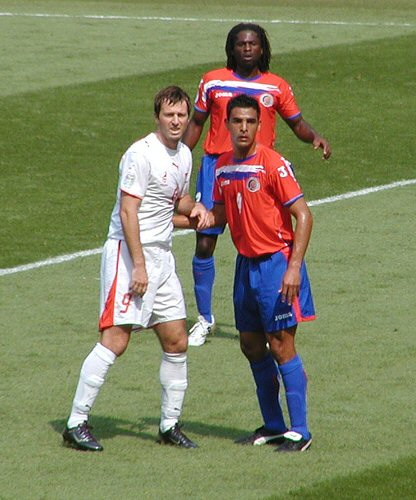
Żurawski într-un meci împotriva selecționatei din Costa Rica la CM 2006

A marcat 17 goluri în 72 de meciuri pentru naționala Poloniei și a participat la CM 2002, 2006 și la Euro 2008.

## Titluri
Club
Wisła Cracovia
- Ekstraklasa: 2000-01, 2002-03, 2003-04, 2004-05, 2010-11
- Cupa Poloniei: 2001-02, 2002-03
- Cupa Ekstraklasa: 2000-01
- Supercupa Poloniei: 2001

Celtic
- Scottish Premier League: 2005-06, 2006-07, 2007-08
- Scottish Cup: 2006-07
- Scottish League Cup: 2005-06

Omonia
- Campionatul Cipriot: 2009-10